# Epipactis purpurata
Epipactis purpurata Sm. 1828. Es una especie de orquídeas terrestres, del género Epipactis. Se distribuyen en las zonas templadas de Europa Central, encontrándose en bosques y en espacios abiertos, con desarrollo bajo tierra, en suelos calcáreos.

## Descripción

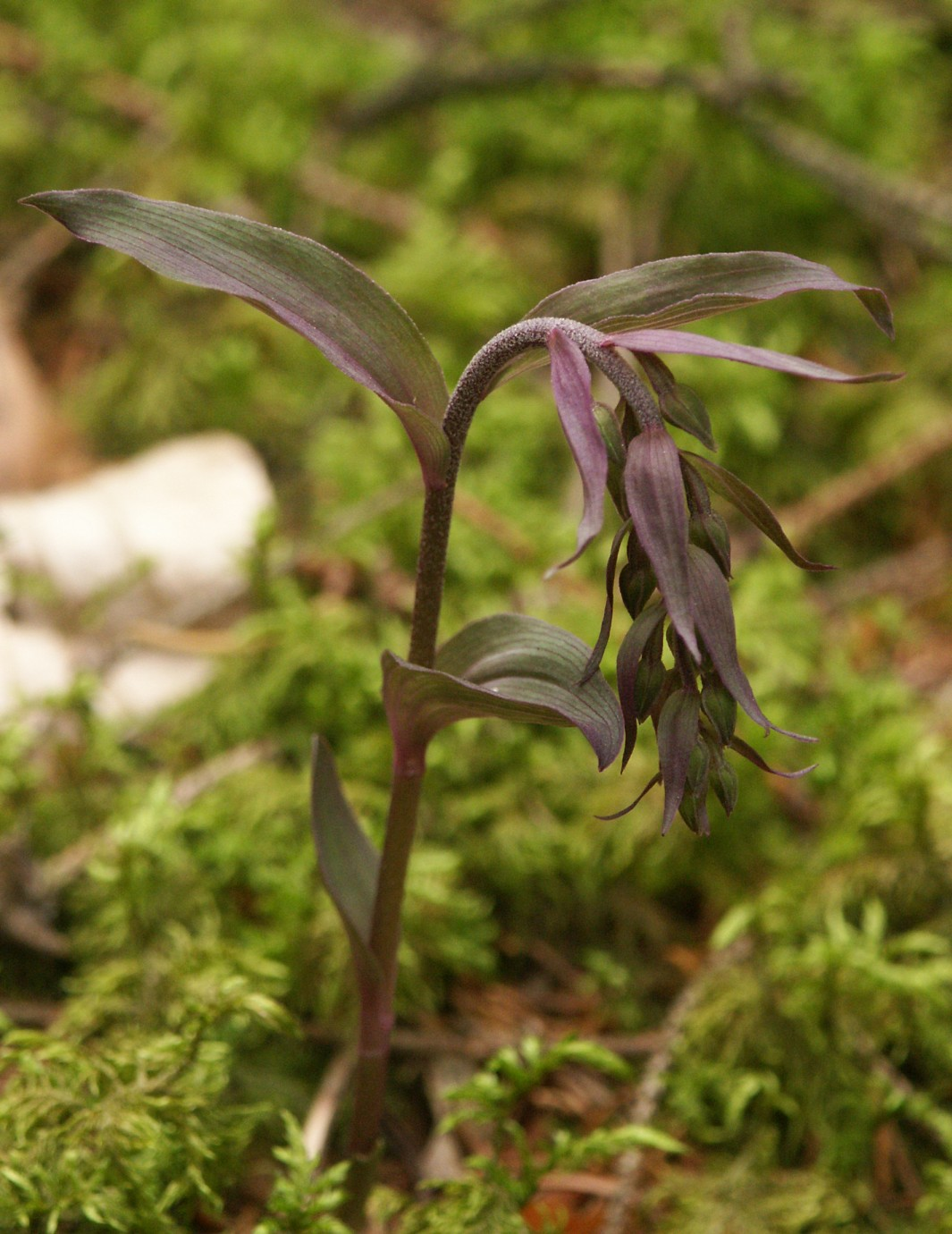
Epipactis purpurata, tallo.

Todas estas especies tienen una dependencia muy fuerte en su simbiosis con su madeja de hifas.

Sus rizomas carnosos y rastreros, desarrollan renuevos, por lo que en la próxima primavera emerge un tallo erecto de color violáceo con pelos grises, y una longitud de 20-70 cm.

Presentan de 6 a 10 Hojas lanceoladas, alternas, que se desarrollan sucesivamente cada vez más cortas hasta cerca del extremo del tallo. Sus márgenes son enteros, el extremo picudo. Las especies con menos clorofila tienen hojas de color púrpura azulado.

La inflorescencia en racimo consta de flores simétricas bilaterales con un atrayente colorido. Los 3 sépalos y los 2 pétalos laterales son ovoides y acuminados. Su color puede variar de verde blanquecino, a verde intenso con manchas localizadas de púrpura claro a rosáceo.

El labelo está dividido por un hipoquilo con forma de bola, con la superficie externa de un verde blanquecino y amarillo. El epiquilo de blanco es ondulado con forma de abanico.

El ovario es infero. Produce una cápsula seca con incontables semillas diminutas.

## Hábitat

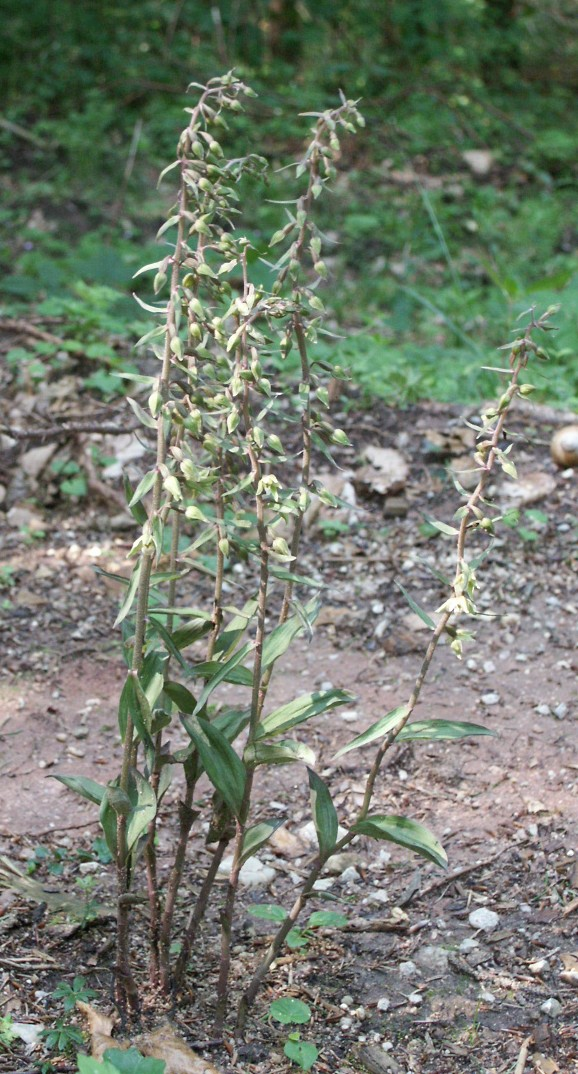
Epipactis purpurata
plantas y hábitat

Estas orquídeas se distribuyen en las zonas templadas de Europa Central encontrándose en bosques de árboles de hojas caducas y de coníferas, también se encuentran en los bordes en espacios abiertos, con desarrollo bajo tierra, en suelos calcáreos.

## Taxonomía
Epipactis purpurata fue descrita por (James Edward Smith y publicado en English Flora 4: 41. 1828.
Etimología
Ver: Epipactis
purpurata: epíteto latino que significa "de color púrpura".
Sinonimia
| - Serapias latifolia Hoffm. 1804 (Basónimo) - Helleborine viridiflora (Hoffm. ex Krock.) Wheldon & Travis 1913 - Epipactis helleborine var. varians Crantz 1769 - Epipactis viridiflora (Hoffm.) Krock. 1814 - Epipactis sessilifolia Peterm. 1844 - Epipactis latifolia var. violácea Dur.- Doq. 1846 - Epipactis violácea (Dur.- Doq.) Bor. 1857 - Limodorum violaceum (Dur.- Doq.) Kuntze 1891 | - Epipactis varians (Crantz) Fleischm. & Rech. 1905 - Helleborine sessilifolia (Peterm.) Druce 1905 - Helleborine violácea (Dur.- Doq.) Druce 1907 - Serapias sessilifolia (Peterm.) A.A. Eaton 1908 - Helleborine purpurata (Sm.) Druce 1909 - Helleborine varians (Crantz) O. Schwarz 1936 - Epipactis helleborine ssp. varians (Crantz) H. Sund. 1980 - Epipactis helleborine var. viridiflora (Hoffm. ex Krock.) O. Bolòs & Vigo 2001 |

## Nombre común
- Español: "Heleborina púrpura"